# Vitanovići Gornji
Vitanovići Gornji – wieś w Bośni i Hercegowinie, w dystrykcie Brczko. W 2013 roku liczyła 159 mieszkańców, z czego większość stanowili Chorwaci.